# Shrek 4-D

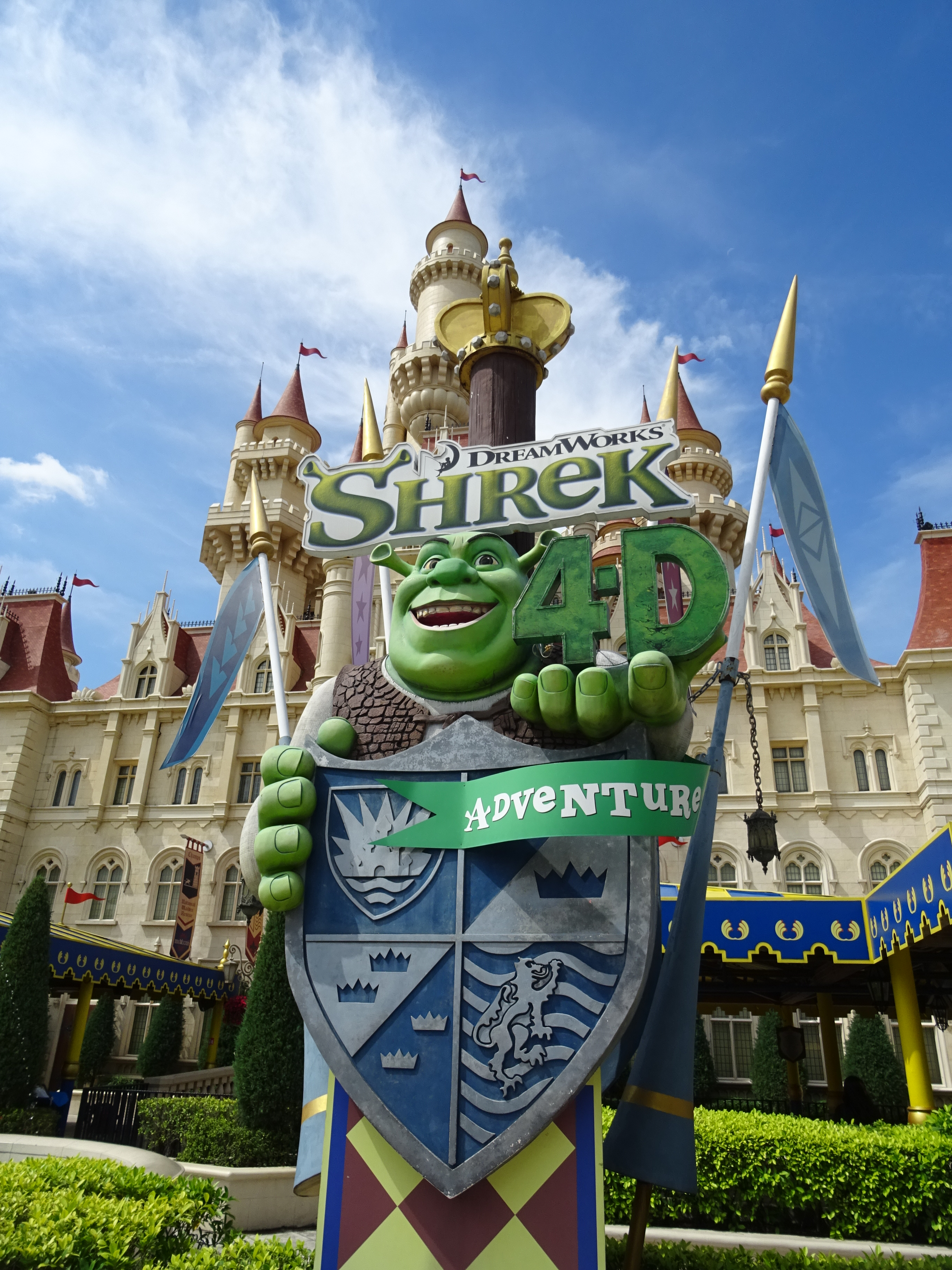
Cartaz do filme na entrada do parque

Shrek 4-D (conhecido também como Shrek-3D para lançamento em DVD; The Ghost of Lord Farquaad para o DVD Shrek's Thrilling Tales; Blu-ray DreamWorks Spooky Stories, Netflix e outros streamings) é um filme de animação 4-D baseado na franquia Shrek criada pela DreamWorks Animation, ela própria baseada no livro de William Steig. Também é uma atração de simulador 4D com efeitos baseados em movimento e pulverizadores de água localizados em vários parques temáticos ao redor do mundo. Atualmente é exibido na Universal Destinations & Experiences no Japão, Singapore, e anteriormente Universal Studios Flórida e Hollywood, onde fechou em 14 de agosto de 2017, em Hollywood, para dar lugar à atração DreamWorks Theatre, enquanto o de Orlando fechou em 10 de janeiro de 2022 e foi substituído pelo Villain-Con Minion Blast da Illumination. Fora dos parques da Universal, o filme foi exibido no Movie Park Germany na Alemanha de maio de 2008 até julho de 2011 e na Warner Bros. Movie World na Austrália de setembro de 2005 até agosto de 2010. Uma atração secundária intitulada Donkey's Photo Finish está localizada no local da Flórida, enquanto Meet Shrek and Donkey está localizado em Hollywood. No Universal Studios Japão (onde é conhecido como Shrek 4-D Adventure) a atração é exibida no mesmo teatro do Vila Sésamo 4-D Movie Magic, com o filme Shrek 4-D exibido nas primeiras 12 horas do dia e o filme Vila Sésamo exibido nas 12 horas seguintes do dia.
O filme é ambientado após os eventos do primeiro filme, segue Shrek e Burro enquanto eles tentam salvar a princesa Fiona do fantasma de Lord Farquaad, que planeja capturá-la. O passeio leva os visitantes em uma jornada ao lado de Shrek e Burro durante sua missão de resgate.
No Brasil, o filme foi lançado como O Fantasma de Lord Farquaad somente em formato digital como DVD, no serviço de streaming Netflix e transmitido no canal aberto TV Globo.

## Elenco
- Mike Myers como Shrek
- Eddie Murphy como Burro
- Cameron Diaz como Princesa Fiona
- John Lithgow como Lord Farquaad
- Conrad Vernon como Biscoito
- Cody Cameron como Pinóquio / Os Três Porquinhos
- Christopher Knights como Thelonius / Três Ratos Cegos